# St. Pancras Renaissance Hotel
St. Pancras Renaissance Hotel, dříve zvaný Midland Grand Hotel St Pancras, je londýnský hotel v blízkosti železničního nádraží St. Pankras. Je známý i jako lokace natáčení několika známých filmů.

## Historie
V roce 1865, ještě během výstavby přilehlého nádraží St. Pankras, vypsala společnost Midland Railway Company soutěž na návrh hotelu o 150 lůžcích, které se zúčastnilo 11 architektů. Sir George Gilbert Scott podal návrh, který sice daleko předčil původní parametry, nakonec ale v soutěži uspěl. Kvůli snížení cen byl mírně upraven a hotel je tak oproti původnímu návrhu například nižší o jedno patro.
Stavba se potýkala se zpožděním, východní křídlo hotelu bylo otevřeno 5. května 1873 a zbytek stavby následoval na jaře 1876. V době otevření obsahoval Midland Grand Hotel 300 pokojů a obsahoval na svou dobu množství technických inovací včetně hydraulických výtahů, betonových podlah, otáčecích dveří a protipožárních opatření. Luxusní hotel prosperoval až do období po první světové válce, kdy podlehl všeobecnému úpadku v poptávce po ubytovacích službách. Hotel v roce 1922 změnil vlastníka, než v roce 1935 došlo k jeho uzavření z finančních důvodů; v budově od té doby sídlily drážní kanceláře.
Budova přežila německé nálety na Londýn během 2. světové války i demolici, která ji hrozila v 60. letech. Následně ale musela být vyklizena, když v 80. letech přestala vyhovovat požadavkům požární bezpečnosti. Poté, co léta chátral, se hotel dočkal rekonstrukce v 90. letech. Přestože byl interiér místy poničen vandaly, podařilo se zrestaurovat většinu původních dekorací. Hotel obnovil svůj provoz v roce 2011.

## Výskyt v médiích
Hotel je populární lokací pro filmování a objevil se v následujících médiích:
- film Harry Potter a tajemná komnata[3] a Harry Potter a relikvie smrti (část 2), kde sloužil jako vstup na nádraží King's Cross[4]
- film Batman Begins[3] (hlavní schodiště sloužilo jako kulisa pro léčebnu Arkham Asylum)[5]
- seriál The Crown[3]
- videoklip ke skladbě Wannabe skupiny Spice Girls (na hlavním schodišti)[1][4]

## Zajímavosti

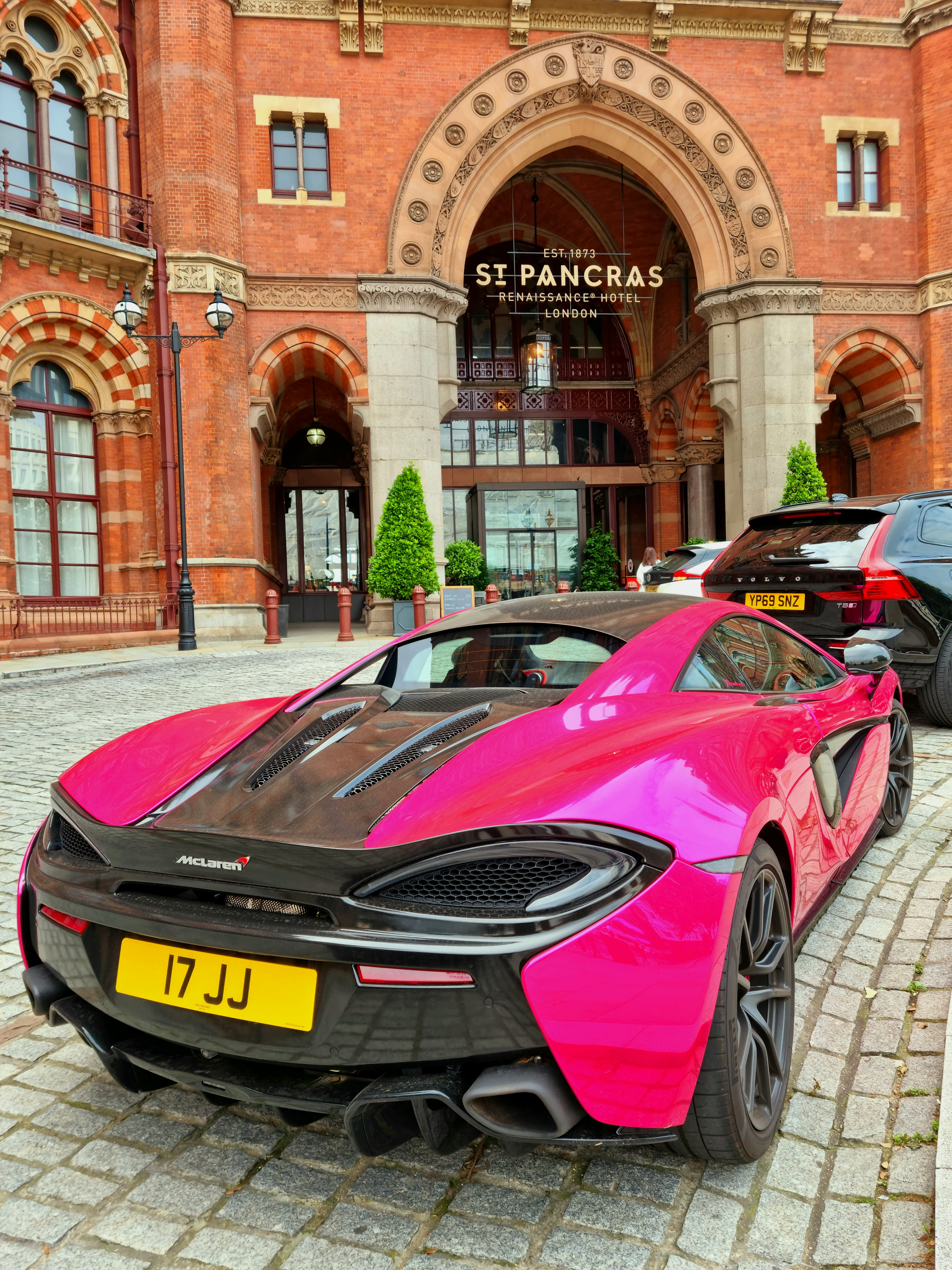
Růžový automobil, který v roce 2022 způsobil rozruch na sociálních sítích

- Na internetu se v roce 2022 stala trendem záhada růžového sportovního vozu McLaren 570s, který před hotelem údajně parkoval nepřetržitě po dobu dvou let. Vysvětlení poskytl v komentářích k jednomu z videí údajný zaměstnanec hotelu, podle kterého vůz patřil hostu, který se ubytoval na začátku pandemie covidu-19, když měl potíže odcestovat do své domoviny.[6][7] To po dotazu médií potvrdili i zaměstnanci hotelu.[8]